# Limnephilus kaspievi
Limnephilus kaspievi is een fossiele soort schietmot uit de familie Limnephilidae.